# Чувари галаксије: Празнични специјал
Чувари галаксије: Празнични специјал (енгл. The Guardians of the Galaxy Holiday Special) је амерички телевизијски специјал из 2022. године, који је креирао, режирао и написао Џејмс Ган за стриминг услугу Disney+, а базиран је на истоименом Марвеловом тиму. Други је телевизијски специјал у Марвеловом филмском универзуму, и да дели континуитет са филмовима ове франшизе. Специјал је продуцирао Marvel Studios и прати Чуваре галаксије док прослављају Божић и траже поклон за свог вођу Питера Квила.
Крис Прат, Дејв Батиста, Карен Гилан, Пом Клементиф, Вин Дизел, Бредли Купер, Шон Ган и Мајкл Рукер репризирају своје улоге из филмова, а придружују им се Кевин Бејкон и бенд Old 97's. Ган је радио на концепту за овај специјал неколико година пре него што је званично најављен у децембру 2020. године. Специјал је сниман од фебруара до априла 2022. у Атланти и Лос Анђелесу, током продукције филма Чувари галаксије 3 (2023).
Специјал је објављен 25. новембра 2022. године на платформи Disney+. Добио је позитивне критике критичара, који су нарочито похвалили хумор, режију и глуму.

## Радња
Чувари галаксије купују планету Знаш-куда од Колекционара и почињу да је обнављају након напада на њу, и узимају свемирског пса Козма као новог члана тима. Како се Божић приближава, Креглин Обфонтери прича Чуварима причу о томе како је Јонду Удонта упропастио Божић Питеру Квилу када је био дечак. Мантис предлаже Драксу да пронађу савршени поклон за Квила, пошто је он још увек у депресији због губитка Гаморе. Такође помиње Драксу да је Квилова полусестра, пошто му открије да је Игова ћерка, али одбија да Квилу каже истину, из страха да га не подсети на ужасна дела његовог оца. Они одлучују да оду на Земљу и доведу Квиловог хероја из детињства, Кевина Бејкона.
Мантис и Дракс слећу у Лос Анђелес, где покушавају да пронађу Бејкона. На крају, након што су се сликали са обожаваоцима и отишли у бар, власница туристичке радње им даје мапу кућа филмских звезда, коју користе да лоцирају Бејконов дом на Беверли Хилсу. Бејкон, који чека да се његова породица врати кући, престрављен је појавом Мантис и Дракса и покушава да побегне. Полиција стиже у помоћ, али Мантис их својим моћима ставља у транс, као и Бејкона. Док се враћају у Знаш-куда, Мантис и Дракс на своје разочарање сазнају да је Бејкон глумац а не прави херој. Касније, Чувари изненађују Квила прославом Божића, али он побесни када сазна да је Бејкон доведен против своје воље, и захтева да буде враћен кући. Креглин, међутим, убеђује Бејкона да остане говорећи му како је инспирисао Квилово херојство. Бејкон пристаје да остане и прослави Божић са Чуварима пре него што се врати кући. Касније се Квил и Мантис помире док му она открива истину о њиховој породичној вези, а Квил открива целу причу о Јондуу који је прихватао Квилов божићни поклон и поклонио му бластере.
У сцени после одјавне шпице, Рокет и Козмо украшавају Грута као божићно дрвце, али Грут случајно проузрокује да светла падну са њега.

## Улоге
| Глумац          | Улога                  |
| --------------- | ---------------------- |
| Крис Прат       | Питер Квил / Стар Лорд |
| Дејв Батиста    | Дракс Разарач          |
| Карен Гилан     | Небула                 |
| Пом Клементиф   | Мантис                 |
| Вин Дизел       | Грут                   |
| Бредли Купер    | Рокет                  |
| Шон Ган         | Креглин Обфонтери      |
| Мајкл Рукер     | Јонду Удонта           |
| Марија Бакалова | Козмо                  |
| Кевин Бејкон    | самог себе             |
| Кира Сеџвик     | саму себе (глас)       |